# Ignigena
Ignigena is een geslacht van uitgestorven hoefdieren uit de familie Interatheriidae, die tot de Zuid-Amerikaanse hoefdieren behoort. De typesoort is Ignigena minisculus. Het is de enige soort van het geslacht. De geslachtsnaam betekent 'geboren uit het vuur' en verwijst naar de vulkanische afzettingen waar dit dier in gevonden is, terwijl de soortaanduiding 'zeer klein' betekent en naar de geringe grootte van I. minisculus verwijst. Dit geslacht is het nauwste verwant aan Eopachyrucos, Johnbell en de Interatheriinae. I. minisculus is een klein dier met langwerpige kiezen. Dit dier komt uit het Casamayoran (Eoceen, 54-51 miljoen jaar geleden) van Midden-Chili.